# Імре Дегей
Імре Дегей (угор. Dögei Imre; 4 листопада 1956 — 15 січня 1960) — угорський комуністичний політик, виконував обов'язки Голови Національних Зборів Угорщини у 1951—1952 роках, та міністром сільського господарства з 1956 по 1960 роки.
Він став членом Угорської комуністичної партії у 1944 році.